# DRG Baureihe 02
DRG Baureihe 02 was een kleine serie van 10 stoomlocomotieven gebouwd tussen 1925 en 1926 voor de Deutsche Reichsbahn-Gesellschaft (DRG). De locomotief was een viercilinder compoundversie van de DRG Baureihe 01 om deze te kunnen vergelijken met locs met enkelvoudige expansie. Na testritten en een evaluatie viel het voordeel uit voor laatstgenoemde en de serie werd niet meer verder gebouwd.
Loc 02 001 was wel de eerste Duitse stoomloc gebouwd volgens het conceptplan van de Einheitsdampflokomotive voor de DRG, waarbij bij de diverse series stoomlocomotieven onderdelen onderling uitwisselbaar moesten zijn.
De kleine serie werd nog wel ingezet maar vanaf 1937 teruggebouwd tot de serie 01 met de nummers 01 011 en 01 233 – 01 241.